# Iōannīs Kyriazīs
Iōannīs Kyriazīs (in greco Ιωάννης Κυριαζής?; 19 gennaio 1996) è un giavellottista greco.

## Biografia
Kyriazis ha debuttato in campo regionale nel 2012 ai Campionati balcanici allievi, vincendo la medaglia d'oro. Nel 2016 ha debuttato nella nazionale seniores partecipando agli Europei di Amsterdam. L'anno seguente ha vinto la medaglia d'argento agli Europei under 23 ed ha partecipato alla finale dei Mondiali.

Dal 2015 ha preso parte al circuito NCAA in quanto studente presso la Texas A&M University, vincendo il titolo nel 2017.
Nel marzo 2020 Kyriazis è stato squalificato dalle competizioni per quattro anni (dal 2019 al 2023) per doping.

## Palmarès
| Anno | Manifestazione | Sede       | Evento                 | Risultato | Prestazione | Note |
| ---- | -------------- | ---------- | ---------------------- | --------- | ----------- | ---- |
| 2013 | Mondiali U18   | Donec'k    | Lancio del giavellotto | 16º (q)   | 69,39 m     |      |
| 2014 | Mondiali U20   | Eugene     | Lancio del giavellotto | 7º        | 70,38 m     |      |
| 2015 | Europei U23    | Eskilstuna | Lancio del giavellotto | 4º        | 77,05 m     |      |
| 2016 | Europei        | Amsterdam  | Lancio del giavellotto | 12º       | 75,57 m     |      |
| 2017 | Europei U23    | Bydgoszcz  | Lancio del giavellotto | Argento   | 81,04 m     |      |
| 2017 | Mondiali       | Londra     | Lancio del giavellotto | 6º        | 84,52 m     |      |

## Altre competizioni internazionali
2017
- Argento agli Europei a squadre ( Lilla), lancio del giavellotto - 86,33 m